# Liriomyza kleiniae
Liriomyza kleiniae este o specie de muște din genul Liriomyza, familia Agromyzidae, descrisă de Erich Martin Hering în anul 1927.
Este endemică în Insulele Canare. Conform Catalogue of Life specia Liriomyza kleiniae nu are subspecii cunoscute.